# Муис, Абдул
Абду́л Муи́с (индон. Abdoel Moeis; 3 июля 1883 — 17 июня 1959) — национальный герой Индонезии, индонезийский писатель, журналист  и переводчик, зачинатель современной индонезийской реалистической прозы. Один из участников движения за независимость Индонезии от Нидерландов.

## Биография
Родился в Сунгаи-Пуар в Западной Суматре. В течение трёх лет изучал медицину в Джакарте, пока не был вынужден бросить учёбу из-за болезни. Первая работа была связана с государственной службой, позже Абдул Муис стал журналистом, критиковавшим голландские колониальные власти в Индонезии. В 1928 году опубликовал роман «Неправильное воспитание». Перевел на индонезийский язык произведения западных авторов: «Дон Кихот» Сервантеса (1923), «Приключения Тома Сойера» Марка Твена (1928), «Без семьи» Гектора Мало (1932).
Надеясь на более активное участие в политической жизни Индонезии, Муис вступил в освободительное движение Сарекат ислам. Убедившись в бесполезности мирного решения вопроса о независимости Индонезии, выступал за насильственное освобождение страны от колониальных властей. Тем не менее, позже стал членом Народного совета — представительного органа, созданного голландскими властями. В 1922 году Муис принял участие в забастовке в городе Джокьякарта, за что был арестован и направлен отбывать наказание в город Гарут в Западной Яве.
Умер в 1959 году. Похоронен в городе Бандунг.

### Романы
- «Неправильное воспитание» (индон. Salah Asuhan, 1928; рус. пер. 1960)
- «Встреча суженых» (индон. Pertemuan Jodoh, 1933)
- «Сурапати» (индон. Surapati, 1950; рус. пер. 1956)
- «Роберт, сын Сурапати» (индон. Robert, anak Surapati, 1953)